# 마드라스 관구
마드라스 관구(Madras Presidency) 또는 마드라스주(Madras Province)는 1937년까지 공식적으로 포트 세인트 조지 관구로 불리던 영국령 인도, 이후 인도 자치령의 행정 구역이다. 가장 컸을 때에는 오늘날의 안드라프라데시주, 거의 모든 타밀나두주, 케랄라주, 카르나타카주, 오디샤주, 텔랑가나주 일부를 포함한 남인도 대부분을 포함했다. 마드라스는 관구의 겨울 중심지였고 우티는 여름 중심지였다.
마드라스 관구는 북서쪽의 마이소르 왕국, 남서쪽의 코친 왕국, 중앙의 푸두코타이 왕국, 북쪽의 하이데라바드 왕국과 이웃했다. 또한 봄베이 관구(콘칸)와 중부주 및 베라르주와도 접했다.
1917년 몬타구-첼름스포드 개혁 이후 마드라스는 인도에서 최초로 다야키 제도를 시행한 주였으며, 그 후 주지사가 주총리와 함께 통치하게 되었다. 20세기 초, 인도 독립 운동에 크게 기여한 많은 인물이 마드라스 출신이었다. 마드라스는 이후 1950년 1월 26일 인도 공화국이 출범하면서 인도 연방의 한 주인 마드라스주로 인정받았다.